# 北海の暴れん坊
『北海の暴れん坊』は、1961年11月30日に ビクターより発売された橋幸夫の15枚目のシングルである（VS-605）。

## 概要
- 作詞は佐伯孝夫、作曲は吉田正で、橋の両恩師による楽曲である。
- 橋のシングル第3作『おけさ唄えば』では「佐渡おけさ」を、第5作『木曽ぶし三度笠』では「木曽節」の民謡が挿入されてヒットを記録し、この手法は広く民謡ファンにも支持されたとしている[2]。またこの頃、橋は「しきりに民謡を歌いたがっていた」[3]こともあり、三たび民謡の「ソーラン節」を取り込んだ本楽曲が制作された。
- 楽曲は、「北海道を舞台にイキのいい漁夫たちの生活」をとりあげたもので、橋は「有名なソーラン節を巧みにアレンジして、いかにも勇壮な、威勢のいい曲」[3]としている。
- 橋は、ステージで、ハチマキを結び太鼓を叩き、本楽曲を歌唱している。
- この時期の橋の楽曲は全て吉田正の作曲で、編曲も吉田自身がおこなってきたが、本楽曲の編曲は同じビクターの小沢直与志が担当している。なお小沢はこの後、橋のオリジナルアルバム『橋幸夫・民謡をうたう』（[1964年12月リリース）で編曲を担当している。
- c/w曲の『伊太郎笠』も佐伯、吉田の制作による楽曲で、歌唱は尾花みさおである。ビクターが「女橋幸夫を意識して......結構力が入って注目されたが、残念ながら大きな結果にはならなかった」としている。[4]。

## 収録曲
1. 北海の暴れん坊
作詞：佐伯孝夫、作曲：吉田正、編曲：小沢直与志
2. 伊太郎笠（歌手：尾花みさお）
作詞：佐伯孝夫、作曲：吉田正、編曲：小沢直与志

## 収録アルバム
- LP盤のみで近年のCDでのベスト盤への収録はない。45周年記念アルバムに収録されている。
  - LP『橋幸夫傑作集第4集』（1962年、LV-249）
  - LP『橋幸夫オールヒットメロディー第2集』（1962年、JV-5025）
  - CD『歌の架け橋～橋幸夫45周年記念』(2005年)VICL-61843～5
- CD-BOXでの収録は以下のとおり。
  - 『橋幸夫大全集』1993/9　Disc1
  - 『橋幸夫のすべて』2011/2　Disc3